# Beatrijs Ritsema
Beatrijs Sibylle Maria Ritsema (Tunis, 13 februari 1954 – Amsterdam, 16 maart 2023) was een Nederlands columniste en sociaal psychologe.

## Biografie
Haar vader was een geoloog in dienst van Shell. Ze woonde later ook in Colombia, Nederland en Wallonië. Toen haar ouders naar Turkije verhuisden, bleef zij in Nederland achter op een kostschool in Noord-Brabant. Ritsema studeerde psychologie aan de Universiteit Leiden. Haar eerste literaire stappen zette zij in de vroege jaren '80 in het Amsterdamse studentenweekblad Propria Cures (1981-1983). Vanaf 1983 werkte ze als freelancejournaliste voor NRC Handelsblad, HP/De Tijd, Vrij Nederland en Trouw Tussen 1985 en 1990 was ze eindredactrice van de boekenbijlage van Vrij Nederland.
Ze was columnist over hedendaagse etiquette, onder andere in HP/De Tijd en het dagblad Trouw. Over dit onderwerp had ze sinds september 2002 een wekelijkse vragenrubriek in Trouw. Ze kreeg het idee voor deze columnreeks in de periode dat ze in Washington D.C. (1990-1995) woonde. Daar maakte ze kennis met de etiquetterubriek Miss Manners waarin Judith Martin de Amerikaanse manieren in kaart bracht.
In 2022 werd er bij Ritsema longkanker geconstateerd, en op 16 maart 2023 overleed ze aan de gevolgen van deze ziekte. Ze bleef tot vlak voor haar dood haar columns voor Trouw schrijven.

## Persoonlijk
Ze was getrouwd met NRC-commentator Maarten Huygen met wie ze drie kinderen heeft.